# Moqueuse (1916)
Pour les articles homonymes, voir La Moqueuse (navire).
La Moqueuse est une canonnière de lutte anti-sous-marine de la Marine française, de classe Ardent. Lancée et mise en service en 1916, elle sert durant le reste de la Première Guerre mondiale comme patrouilleur et dragueur de mines. Elle ne parvient pas à empêcher le naufrage en 1917 de deux des paquebots qu’elle escorte, torpillés par des sous-marins allemands, mais recueille les survivants. Après la guerre, elle sert au Proche-Orient puis en Indochine française. C’est là qu’elle est perdue accidentellement en mer de Chine méridionale en 1924.

## Conception
La Moqueuse est commandée à l’Arsenal de Lorient le 12 mars 1916. Elle est la vingt-deuxième et dernière canonnière à une seule hélice du programme de guerre 1916 pour la lutte anti-sous-marine. Son déplacement est de 340 tonnes, sa longueur de 60,20 mètres,,, son maître-bau (largeur) de 7,20 mètres,,, son tirant d'eau de 2,90 mètres,,. Sa machine à vapeur, provenant d’un ancien torpilleur condamné, a une puissance de 2500 ch,,. Entraînant une hélice unique, elle lui donne une vitesse maximale de 17 nœuds,,. Son armement se compose de deux canons de 100 mm,. et plus de 100 grenades anti-sous-marines. Son équipage est de 55 hommes,,.

## Historique

### Première Guerre mondiale
Mise en chantier en 1916, la Moqueuse est lancée à Lorient le 15 septembre 1916 et armée pour essais le 9 octobre 1916, commandée par le lieutenant de vaisseau Tariel. Dès la fin de ses essais, la Moqueuse est affectée à la Division des patrouilles de la Méditerranée orientale, qu’elle rallie en décembre 1916. Elle est incorporée aux patrouilles de Tunisie entre 1917 et 1918,,. Au cours de ces patrouilles, la Moqueuse est témoin privilégié (et acteur) de deux naufrages dramatiques :
Le 17 février 1917, le paquebot Athos de 12698 tonneaux, de la compagnie des Messageries maritimes, est torpillé par le sous-marin allemand U-65 à une centaine de milles marins au large de l’île de Malte, à la position 35° 22′ N, 18° 32′ E. Le paquebot était parti de Port-Saïd (Égypte) le 14 février, après avoir embarqué à Hong Kong 950 coolies chinois et à Djibouti 850 tirailleurs sénégalais. Le naufrage fait 754 morts ou disparus. C’est le plus grave naufrage qu’ait connu la compagnie des Messageries maritimes durant toute son histoire. Les rescapés sont recueillis par les navires d’escorte : les contre-torpilleurs Enseigne Henry et Mameluck, le contre-torpilleur Baliste et la Moqueuse,.
Le 16 avril 1917, le paquebot mixte Sontay (13500 tonnes de déplacement), également de la Compagnie des Messageries maritimes, est torpillé par le sous-marin allemand U-33 (commandant : Kapitänleutnant Gustav Siess) entre Malte et la Tunisie à la position 35° 01′ N, 16° 17′ E. Le Sontay était en provenance de Salonique. Après avoir fait escale à Milos, il faisait route vers Marseille. La mer était grosse et la brise de nord-ouest était fraîche. Le navire s’enfonça rapidement par l’avant, là où la torpille l’avait atteint, et coula en quelques minutes. Il y a 49 disparus, membres d’équipage et militaires en permission, ainsi que le commandant, le lieutenant de vaisseau auxiliaire Mages. 476 autres personnes réussirent à monter dans les canots et radeaux de sauvetage et furent recueillis par les navires d'escorte, les avisos-canonnières Moqueuse et Capricieuse. La Moqueuse et la Capricieuse sauvent respectivement 317 et 69 survivants, malgré les conditions de mer très éprouvantes,. La Moqueuse et la Capricieuse attaquent l'U-33 qui vient de couler le Sontay,.
Avariée par un abordage accidentel en novembre 1917, la Moqueuse est réparée et à nouveau affectée à la Division des patrouilles de Tunisie.

### Entre-deux-guerres
En 1919-1920, la Moqueuse est affectée à la Division navale de Syrie,. Elle est alors commandée par le lieutenant de vaisseau Carlini. Du 3 mai au 28 novembre 1920, elle prend part aux opérations de Syrie-Cilicie. Avec les canonnières Curieuse et Malicieuse, elle bénéficiait alors de l’autonomie administrative depuis le 1er avril 1920, ayant Toulon pour port comptable (Décision ministérielle du 14 avril 1920 ; Bulletin officiel de la Marine 1920, n°13, p. 590. En 1920-1921, elle est stationnée à Bizerte, à l’escadrille de dragage de mines. Elle est mise en réserve à Bizerte en novembre 1921.
Réarmée en mars 1922, elle est commandée par le lieutenant de vaisseau Renon à compter du 25 mars 1922. En avril 1922, elle quitte administrativement Toulon pour être mise à la disposition du Gouverneur général de l'Indochine. Elle est désormais rattachée à Marine Saigon (Circulaire du 10 juin 1922 ; Bulletin officiel de la Marine 1922, n°18, pp.984 et 987). En mai 1922, elle part pour l'Indochine (via les îles Marquises), avec la Malicieuse.
Le 10 janvier 1924 (d’autres sources donnent la date du 11 novembre 1923, ou même de décembre 1933,), alors qu’elle venait de participer à une démonstration navale des puissances au sud de la Chine, la Moqueuse s’échoue à la pointe Est de l’île de Kouang-Tcheou (Chine), dans la baie de Kouang-Tchéou-Wan, en Mer de Chine méridionale,,, au nord du détroit de Hainan. L'équipage a pu regagner la terre ferme, mais la canonnière est gravement avariée. Elle est remorquée jusqu’à Saïgon où elle est finalement condamnée et vendue, à la ferraille.
Le commandant du navire, le capitaine de corvette Renon, passe le 18 décembre 1924 devant le conseil de guerre maritime de Toulon, présidé par le contre-amiral Basire. Le 19 décembre, par 6 voix sur 7, il a été reconnu coupable de négligence, mais il a bénéficié de circonstances atténuantes, à savoir l’imprécision des cartes marines de la région. Il a été condamné à la peine minimale : trois ans de privation de commandement.

## Commandants
- Lieutenant de vaisseau Charles Louis Édouard Tariel : de 1916 à 1918.
- Lieutenant de vaisseau Guy Jacques Marie Ernest Robin : de 1918 à 1920.
- Lieutenant de vaisseau Dominique Carlini : nommé par décret du 31 mars 1920 (JO du 2 avr. 1920, p. 5235).
- Lieutenant de vaisseau Maurice Alexandre Robert Renon : nommé par décret du 8 mars 1922 (JO du 10 mars 1922, p. 2790)[4].